# Жуков, Дмитрий Александрович (скульптор)
Дмитрий Александрович Жуков (род. 15 января 1972 года, Азов, Ростовская область, СССР) — российский скульптор, известный монументальными работами из металла, выполненными в технике ковки. Член Союза художников России.

## Биография
Дмитрий Жуков родился в Азове в 1972 году, но его творческая карьера состоялась в Санкт-Петербурге. В начале 2000-х годов он поступил на кафедру художественной обработки металла Санкт-Петербургской государственной художественно-промышленной академии, с 2003 года участвовал в выставках Союза художников России. На следующий год после защиты диплома, в 2007 году Жуков получил правительственный грант «Муза Петербурга» и в 2008 году провёл первую персональную выставку в галерее ART re.FLEX, которая была тепло принята критиками, а на следующий год вступил в Союз художников. В 2006—2008 годах он также занимался преподавательской работой на кафедре рисунка своей альма-матер.
Жуков живёт и работает в экологическом поселении Нево-Эковиль, расположенном в 20 километрах от города Сортавала и формально являющемся частью посёлка Реускула.

## Творчество
Рассказывая о своём творчестве в интервью журналу «Мир Металла», Жуков отмечал, что нашёл свой стиль, избрав «пластику полосы» — создание произведений из формованной полосами дамасской стали и выколотку, глубокое травление и воронение. В рецензии на первую персональную выставку скульптора, озаглавленной «Полосатое пространство», сотрудник отдела скульптуры Государственного Русского музея Сергей Павлов отметил переход Жукова от знаковости в работах 2005—2007 года (исследований тем магии, мифов и легенд) к более абстрактным формам в последующих произведениях.
Я долгое время варил дамасскую сталь. От нас требовалось, чтобы на поверхности не оставалось ни трещинки. Но мне неровности и трещинки всегда очень нравились.Дмитрий Жуков о своём художественном методе

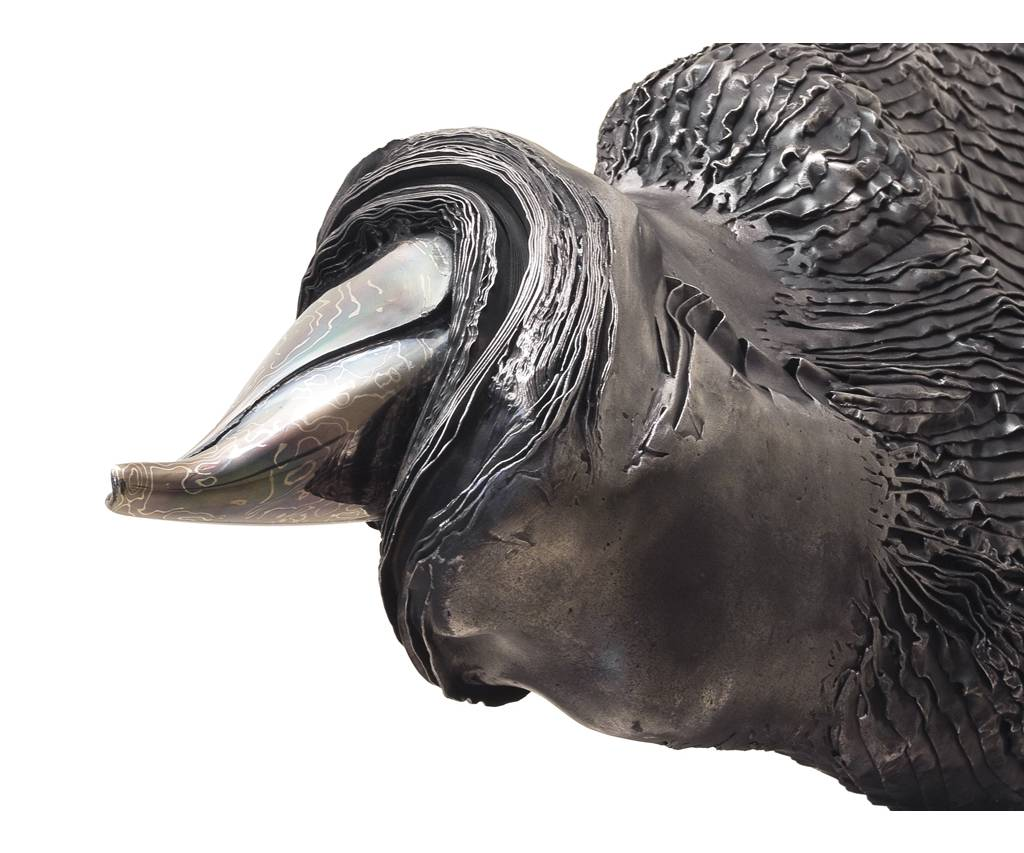
«Чёрная нимфа». Сталь, ковка. 2008 год.

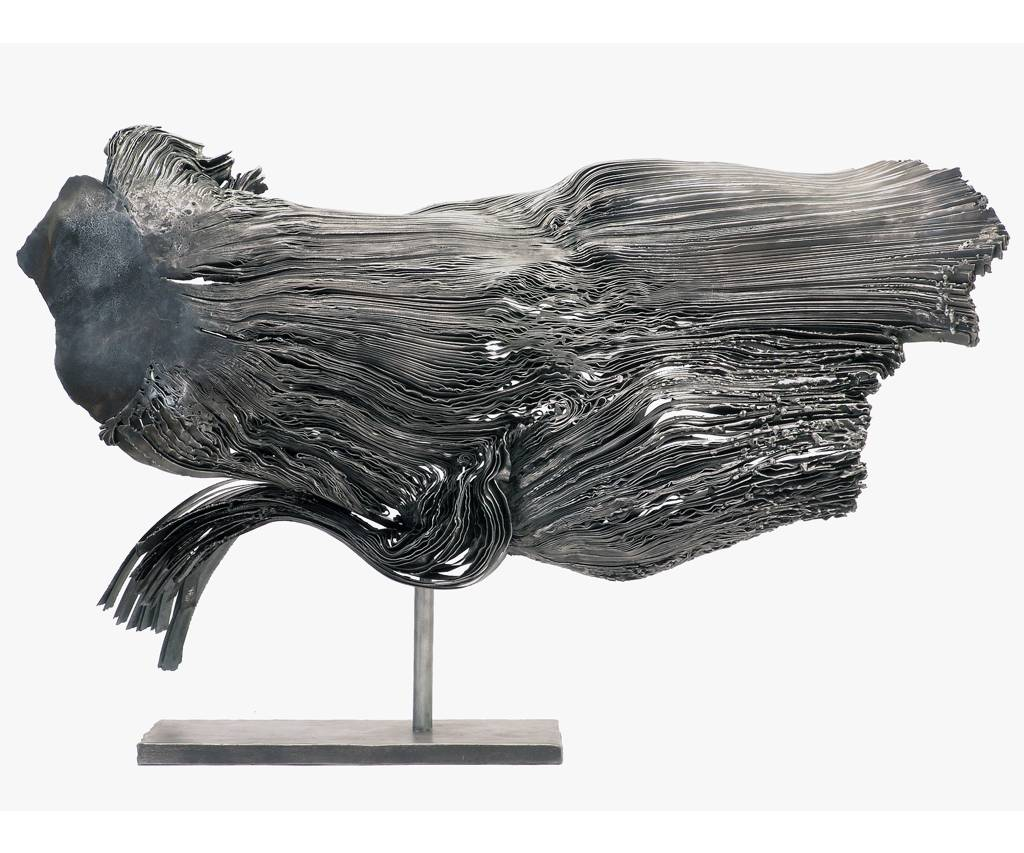
«Возвращение Афродиты». Сталь, ковка, 106 х 60 см. 2006 год.

Помимо персональной выставки скульптора в 2008 году галерея ART re.FLEX представила его совместный с художником Андреем Горбуновым проект «ДНК», в рамках которого Жуков представил серию «Фазы разархивации ДНК» — творческое осмысление процессов естественной мутации и генетической модификации. По словам самого скульптора, «выращивая» произведения из полос металла, он старался передать процесс создания из неких символов и кодов живой материи, не всегда понятной стороннему наблюдателю.

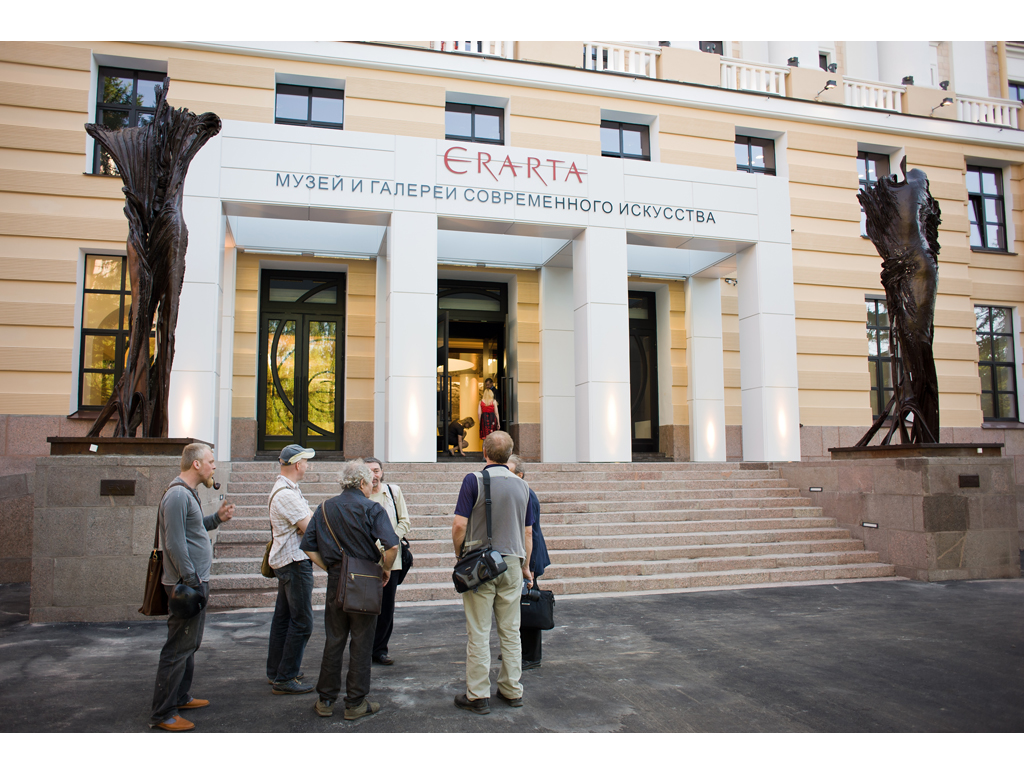
Скульптуры «Эра» и «Арта» перед музеем «Эрарта» в Санкт-Петербурге. Сталь, ковка. 2009 год.

К открытию музея современного искусства «Эрарта» Жуков создал 2 пятиметровые фигуры, которые получили имена «Эра» и «Арта» и были установлены на стилобате здания музея. Аллегорические скульптуры, в которых художественный критик Михаил Золотоносов увидел отсылку к Нике Самофракийской, были призваны символизировать наступление эры искусства. Перед крыльцом музея были размещены ещё две абстрактных объекта Жукова.

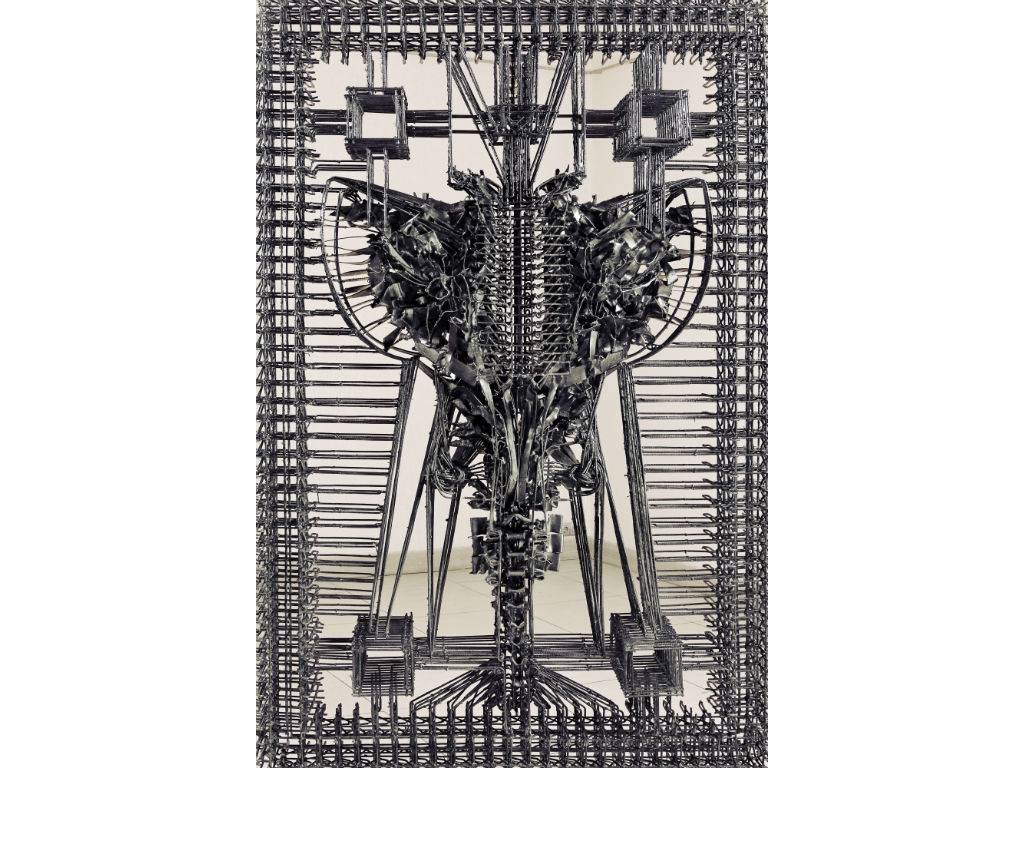
«Телец». Сталь, ковка. 2014 год.

В конце 2014 года Жуков представил в ART re.FLEX выставочный проект «Для внутреннего использования», намеренно лишённый сопроводительного кураторского текста, который мог бы помешать внутреннему восприятию зрителя. Входящий в него выставочный объект «Без названия» впоследствии участвовал во многочисленных групповых выставках, включая фестиваль NordArt в немецком Бюдельсдорфе. В августе 2015 года Жуков в числе 10 художников-новаторов принял участие в специальном проекте 6-й Московской биеннале современного искусства «Паноптикум» с новой серией «Русские кружева» — исследованием семантики архаических языческих символов, результатом которого стали фундаментальные объекты, созданные из колючей проволоки. В 2016 году «Без названия» и «Русские кружева» были представлены на выставке Steambaroque в большом выставочном зале Конюшенного корпуса ЦПКиО имени Кирова. Летом 2016 стало известно, что скульптуры серии «Русские кружева» станут частью парка русской скульптуры при отеле «Шато Гютч» в Люцерне, которым владеет Александр Лебедев.
Для фестиваля «Архстояние — 2016», который традиционно состоялся в арт-парке Никола-Ленивец в Калужской области, Жуков выполнил скульптуру «Личная вселенная № 5» — полуторатонный металлический «кокон», рассчитанный на 2 человек, раскрывающий обозначенную кураторами фестиваля тему убежища. Работа над проектом велась на протяжении 6 месяцев в мастерской Жукова в Карелии. Для создания многослойного, завязанного в узел произведения элементы конструкции сперва соединялись методом диффузионной сварки, затем накалялись до 1200 °C, ковались и расслаивались различными инструментами.
Одна из работ проекта «Steambaroque / Парящее барокко» в 2016 году вошла в собрание современного искусства Русского музея и была размещена во внутреннем дворе Мраморного дворца.

### Основные выставки и экспозиции

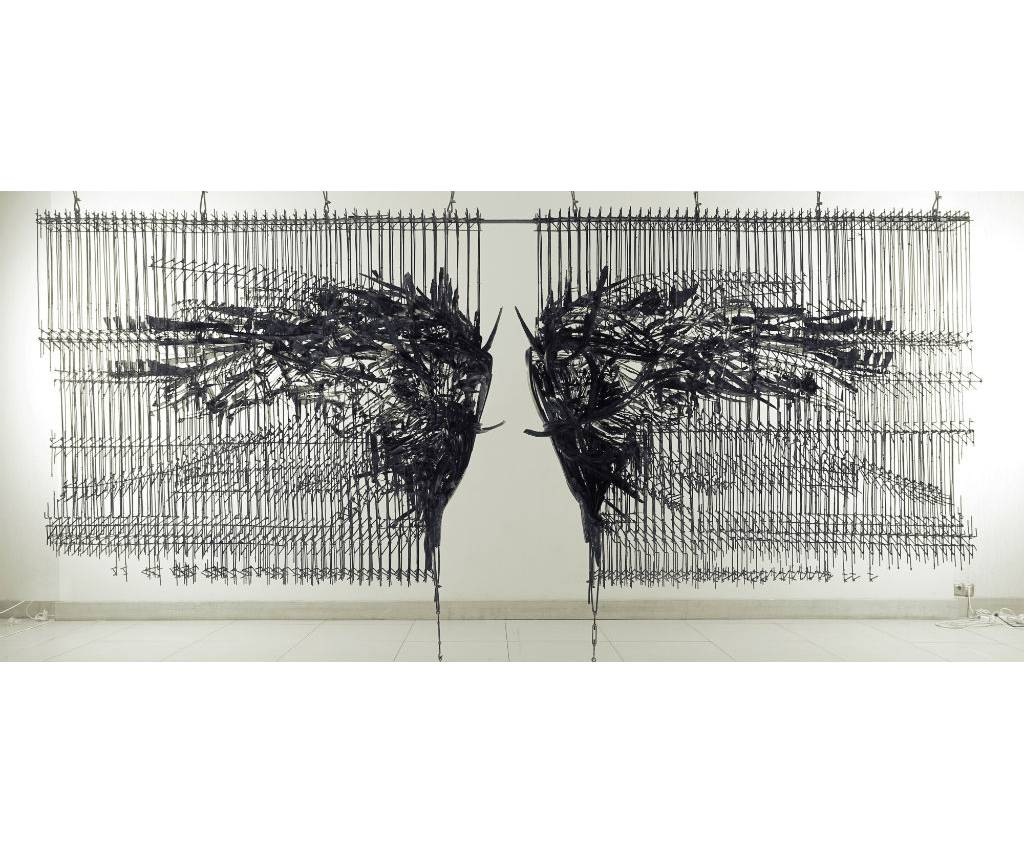
«Без названия». Сталь, ковка. 2014 год.

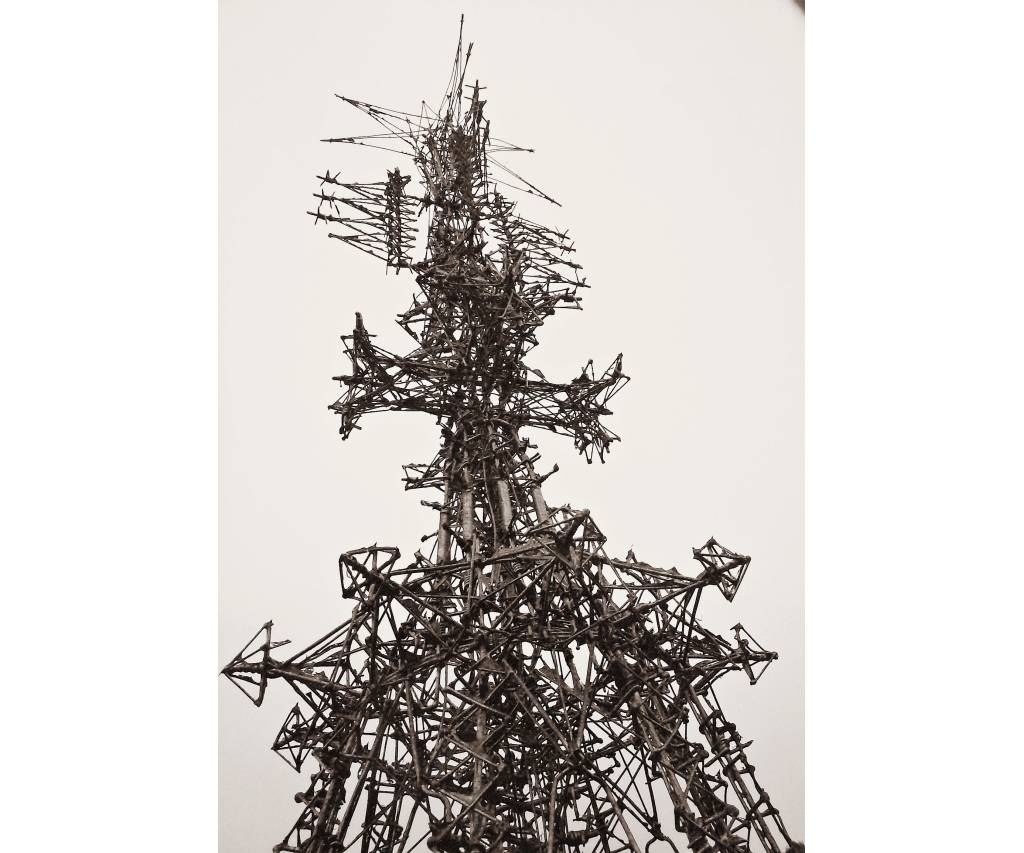
«Русские кружева». Колючая проволока. 2015 год.

- 2016 — выставка «Реверсия», Центр современного искусства «М’АРС», Москва.
- 2016 — ArtHelsinki 2016, Хельсинки, Финляндия
- 2016 — «Простые названия, избранные синонимы», Параллельная программа V Московской международной биеннале молодого искусства, Ботанический сад МГУ
- 2016 — проект «Личная вселенная № 5» для XI международного фестиваля ландшафтных объектов «Архстояние»[9]
- 2016 — Steambaroque/Парящее барокко, совместная выставка Дмитрия Жукова и Влада Кулькова, Центральный парк культуры и отдыха имени С. М. Кирова, Санкт-Петербург[14]
- 2015 — «Паноптикум», специальный проект VI Московской биеннале современного искусства[3]
- 2015 — «Крипта», групповая выставка в Санкт-Петербургской филармонии, куратор Влад Кульков
- 2015 — Nord Art 2015, Бюдельсдорф, Германия
- 2015 — Мастерская М. К. Аникушина, филиал Государственного музея городской скульптуры, Санкт-Петербург
- 2014 — персональная выставка «Для внутреннего использования», галерея ART re.FLEX, Санкт-Петербург
- 2011 — ArtHelsinki[фин.] 2011, Хельсинки, Финляндия
- 2011 — выставка в Государственном Русском музее «Движение. Форма. Танец»
- 2010 — проект Dysfashional, центр современной культуры «Гараж», Москва
- 2010 — Nord Art 2010, Бюдельсдорф, Германия
- 2009—2010 — реализация проекта для музея современного искусства «Эрарта», Санкт-Петербург[11]
- 2009 — проект «Гиперувеличение», ЦГПБ им. Маяковского, Санкт-Петербург
- 2008 — совместная выставка «ДНК» (скульптура Д. Жукова и живопись А. Горбунова), галерея ART re.FLEX, Санкт-Петербург
- 2008 — первая персональная выставка «П. П.», галерея ART re.FLEX, Санкт-Петербург
- 2007 — «Диалоги», ЦВЗ «Манеж», Санкт-Петербург
- 2007 — «Мастерская-2007», Музей современного искусства, Москва
- 2007 — молодежная выставка в Центральном доме художника, Москва
- 2006 — выставка «Эпиграф», галерея ART re.FLEX, Санкт-Петербург
- 2006 — «Первая сессия молодого искусства», Государственный музей городской скульптуры, Санкт-Петербург
- 2004 — «Ковчег», ЦВЗ «Манеж», Санкт-Петербург
- 2003—2005 — выставки Союза художников, Санкт-Петербург

### Работы в собраниях
Работы Жукова представлены в собраниях Государственного Русского музея, музея современного искусства «Эрарта», на территории фестиваля «Архстояние» в арт-парке Никола-Ленивец. Скульптуры также приобретали частные коллекционеры из России, Германии, Аргентины, Швейцарии и Соединённых Штатов.